# Iustinian al II-lea
Iustinian al II-lea (în greacă veche Ιουστινιανός Ρινότμητος, Rinotmētos - „Nas spintecat”; n. 669 d.Hr., Constantinopol, Imperiul Roman de Răsărit – d. 11 decembrie 711 d.Hr., Sinop, Imperiul Roman de Răsărit) a fost împărat bizantin între 685 și 695 și din nou între 705 și 711. El a fost fiul lui Constantin IV și ultimul membru al dinastiei Heracliene.

## Prima domnie
Părinții lui Iustinian al II-lea erau împăratul Constantin al IV-lea al Bizanțului și împărăteasa Anastasia. El s-a născut în anul 669, probabil în Cipru.
Iustinian a fost numit co-împărat în 681, de către tatăl său împăratul Constantin al IV-lea al Bizanțului, iar în 685, după decesul acestuia, a ajuns pe tron. În acel moment Iustinian avea vârsta de șaisprezece ani.
El a reînceput luptele cu arabii, de data aceasta în Armenia, și a recucerit Ciprul. Provinciile Armenia și Iberia (Georgia) au fost divizate între cele două imperii, devenind posesii în comun (condominium).
Profitând de pacea pe care o impusese în orient, Iustinian a recuperat posesiunile bizantine din Balcani, de la triburile slave. În 687, Iustinian a transferat cavaleria din Anatolia în Tracia. Într-o campanie majoră desfășurată între 688 - 689, 688-689, el i-a învins pe bulgari, i-a alungat din Macedonia și a recucerit Salonicul, al doilea oraș din Europa al imperiului ca importanță.
Slavii au fost nevoiți să trimită împăratului 30,000 soldați. Cu aceste trupe noi, Iustinian a pornit războiul cu arabii. Iustinian a câștigat o luptă în Armenia în 693, dar slavii s-au revoltat. Iustinian a potolit răscoala, dar arabii au cucerit Armenia între 694 - 695.
În cadrul imperiului, Iustinian a încercat să suprime erezia manicheeană și alte tradiții neortodoxe. Cu toate acestea, datorită acestor acțiuni, tensiunile religioase au crescut. În anul 692 Iustinian a convocat un Sinod la Constantinopol care să ratifice 102 canoane disciplinare adoptate la al cincilea și al șaselea Sinod Ecumenic, care nu fuseseră însă decretate după terminarea Sinoadelor respective.
Deoarece Papa Sergius I de la Roma a refuzat să semneze aceste canoane, ca fiind "lipsite de autoritate", Iustinian a ordonat arestarea acestuia. Arestarea papei nu a fost însă efectuată, deoarece forțele militare bizantine din Italia (respectiv garnizoana din Ravenna) s-au revoltat și au trecut de partea papei. În acest mod, relațiile lui Iustinian cu Occidentul au fost compromise.
Nemulțumirea poporului față de domnia lui Iustinian a crescut, mai ales datorită cheltuielilor foarte mari făcute pentru a satisface gusturile extravagante ale favoriților împăratului, Stephanus și Theodotus, precum și pentru edificarea unor clădiri scumpe. Populația Bizanțului s-a răzvrătit în anul 695, sub conducerea lui Leonitos II, care a preluat tronul. Iustinian a fost capturat, i s-a tăiat nasul (de unde și porecla Rhinotmetos - Nas Spintecat) și exilat la Cherson, în Crimeea.

## Exilul
În exil, autoritățile bizantine din Chersonesos nu îl priveau cu ochi buni pe Iustinian; în 702 sau 703 au hotărât să-l trimită înapoi la Constantinopol. Iustinian a reușit însă să fugă din Cherson și să se retragă în Hanatul Khazarilor din Caucaz. După ce s-a căsătorit cu sora hanului, Theodora, Iustinian a plecat în Bulgaria, ca să ceară sprijin militar pentru revenirea lui la tron. Ajutat de conducătorul bulgarilor Tervel, căruia i-a acordat  titlul Cezar (țar în limba bulgară) și mâna fiicei sale, Anastasia, Iustinian a apărut în fața zidurilor Constantinopolului cu o armată de 15000 călăreți bulgari, în anul 705. După ce a intrat printr-un vicleșug în Constantinopol (folosind un apeduct părăsit), Iustinian i-a executat pe uzurpatorii Leonitos și Tiberiu III și a poruncit orbirea patriarhului Kallinikos I.

## A doua domnie
A doua domnie al lui Iustinian II a fost marcată de lupte nereușite împotriva bulgarilor și a arabilor. În 708 a invadat Bulgaria, dar a fost învins în Bătălia de la Anchialus de către țarul (hanul) Tervel și constrâns să facă pace. În est, bizantinii au fost învinși de arabi, pierzând orașul Cilicia.
În 711, Chersonul s-a revoltat sub conducerea generalului exilat Philippikos Bardanes. Rebeliunea a luat amploare și în Constantinopol, iar armata l-a proclamat pe Bardanes împărat. Iustinian a fost prins și executat în afara orașului în Decembrie 711.
Împotriva oponenților săi din Italia (exarhatul de Ravenna), Iustinian a avut mai mult succes. El i-a ordonat papei Ioan al VII-lea să recunoască deciziile Sinodului de la Constantinopol (respectiv, cele 102 canoane disciplinare adoptate la al cincilea și al șaselea Sinod Ecumenic). Ordinul împăratului a fost susținut de o expediție militară împotriva Ravennei, încununată de succes. În anul 710 noul papă, Constantin, a vizitat Constantinopolul, fiind de acord cu unele din cererile lui Iustinian și refăcând astfel relațiile cu imperiul bizantin. A fost de fapt ultima vizită a unui papă la Constantinopol (pâna la vizita papei Paul al VI-lea la Istanbul, în 1967).
În 711, Chersonul s-a revoltat iarăși împotriva lui Iustinian, sub conducerea generalului exilat Philippikos Bardanes. Rebeliunea a luat amploare și în Constantinopol, profitându-se și de faptul că Iustinian era plecat în Armenia, neputând astfel să se întoarcă și să-și apere capitala. Armata l-a proclamat pe Bardanes împărat, cu numele de Philippikos. În decembrie 711, Iustinian a fost prins și executat în afara cetății; capul său i-a fost adus lui Philippikos, ca trofeu. Tiberiu, fiul lui Iustinian, a fost de asemenea ucis la ordinul noului împărat Philippikos, execuția având loc în fața mamei sale Theodora și a bunicii sale Anastasia (soția împăratului Constantin al IV-lea și mama lui Iustinian). Astfel s-a pus capăt dinastiei dinastiei Heracliene, întemeiată de împăratul Heraclius I.

## Viața de familie
Cu soția sa Eudoxia, Iustinian a avut o fiică:
- Anastasia, căsătorită cu Tervel, țarul bulgarilor

Cu a doua soție, Theodora de Khazaria, Iustinian a avut un fiu:
- Tiberiu (705 - 711), co-împărat 706 - 711